# Volkswagen CityVan
Volkswagen CityVan, en biltyp framtagen för att i vissa länder, bland annat Österrike, uppnå skattelättnader. Bilen är i första hand tänkt att användas av hantverkare (som "verktygslåda") och som budbil etcetera. I Österrike till exempel så är fördelarna, skatteavdrag för företagare, och avskrivning på 5 år.
Bilarna har inget baksäte, en nätvägg skiljer förare från lastutrymmet. Det finnes inga bakre sidoruter. Golvet i lastutrymmet är av stål och klätt med en gummimatta. Modeller som kan erhållas är:
- Lupo CityVan. Modellen kan erhållas med 4 olika motorer, automat till motor med 75 kk. bensin.
- Polo CityVan. Modellen kan erhållas med 5 olika motorer, automat till motor med 75 hk. bensin.
- Golf CityVan. Modellen kan erhållas med 4 olika motorer, Tiptronic och 4Motion till motor 100 hk. TDI Pumpedyse.
- Golf Variant CityVan. Modellen kan erhållas med samma motorer och utrustning som Golf CityVan.

(Typ samma bil finnes under namnet Škoda Fabia Praktik & Škoda Octavia Praktik.